# Северна провинция (Замбия)
Северната провинция е една от провинциите на Замбия. Граничи с ДР Конго, Танзания и Малави. Столицата ѝ е град Касама. Площта на северната провинция е 77 650 км², а населението e 1 474 730 души (по изчисления за юли 2019 г.).
Забележителности в провинцията са езерото Танганика, езерото Бангвеулу, езерото Мверу-ва-Нтипа и водопадите Лумангве и Каламбо.
Големи градове, освен столицата Касама, са Чинсали, Исока, Мбала, Мпорокосо и др. Провинцията е разделена на 12 района.